# Aridolis
Aridolis (en griego antiguo: Ἀρίδωλις) fue un tirano de Alabanda en Caria, que acompañó al aqueménida rey Jerjes I en su expedición contra Grecia, y fue apresado por los griegos en la Artemisio en 480 a. C., y enviado encadenado al istmo de Corinto. Su sucesor pudo haber sido Amintas II.

A bordo de una de esas naves fue capturado Aridolis, tirano de Alabanda, en Caria, y en otra lo fue el general pafio Pentilo, hijo de Demónoo, que había traído consigo desde Pafos doce navíos, once de los cuales los perdió en la tempestad que se desencadenó en el cabo Sepíade, por lo que fue capturado cuando se dirigía, con rumbo al Artemisio, en el único que le quedaba. Cuando los griegos averiguaron, gracias a los prisioneros,
lo que querían sobre el ejército de Jerjes,los enviaron encadenados al istmo de Corinto.